# Rue du Moulin-des-Prés
La rue du Moulin-des-Prés se situe au sud-est de la ville de Paris et au centre du 13e arrondissement de Paris.

## Situation et accès
Elle relie le boulevard Auguste-Blanqui et la rue Damesme.
Elle est au centre du quartier de la Maison-Blanche, partant du nord du quartier, passant par la Butte-aux-Cailles puis descendant vers la rue de Tolbiac et terminant au 30 de la rue Damesme. Elle est en sens unique du boulevard Auguste-Blanqui vers la rue Bobillot, de la rue des Peupliers vers la rue Bobillot et enfin de la rue des Peupliers à la rue Damesme.
La rue du Moulin-des-Prés est desservie par les lignes 5, 6 et 7 aux stations Place d'Italie et Tolbiac.

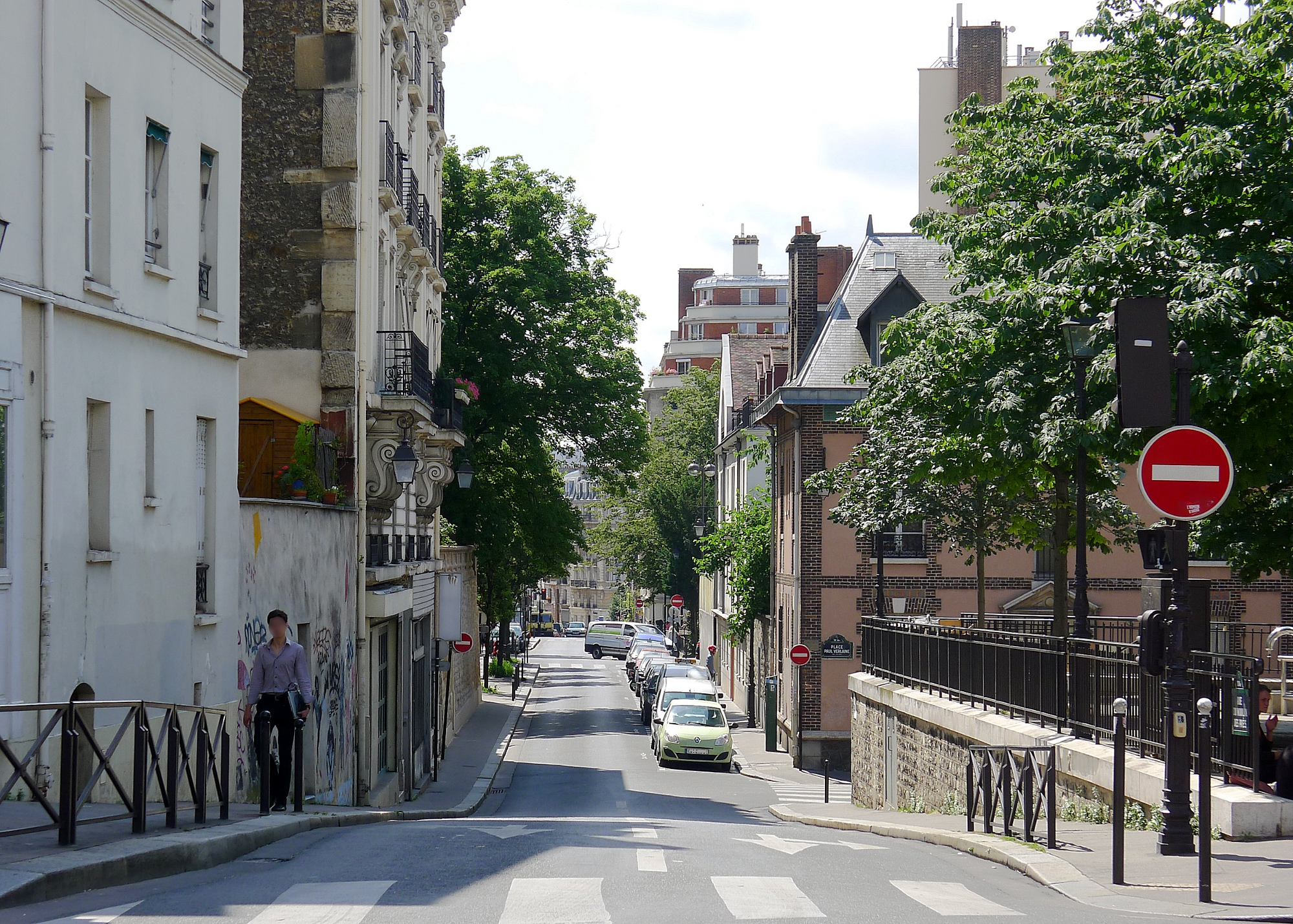
La rue vue depuis la rue Bobillot.
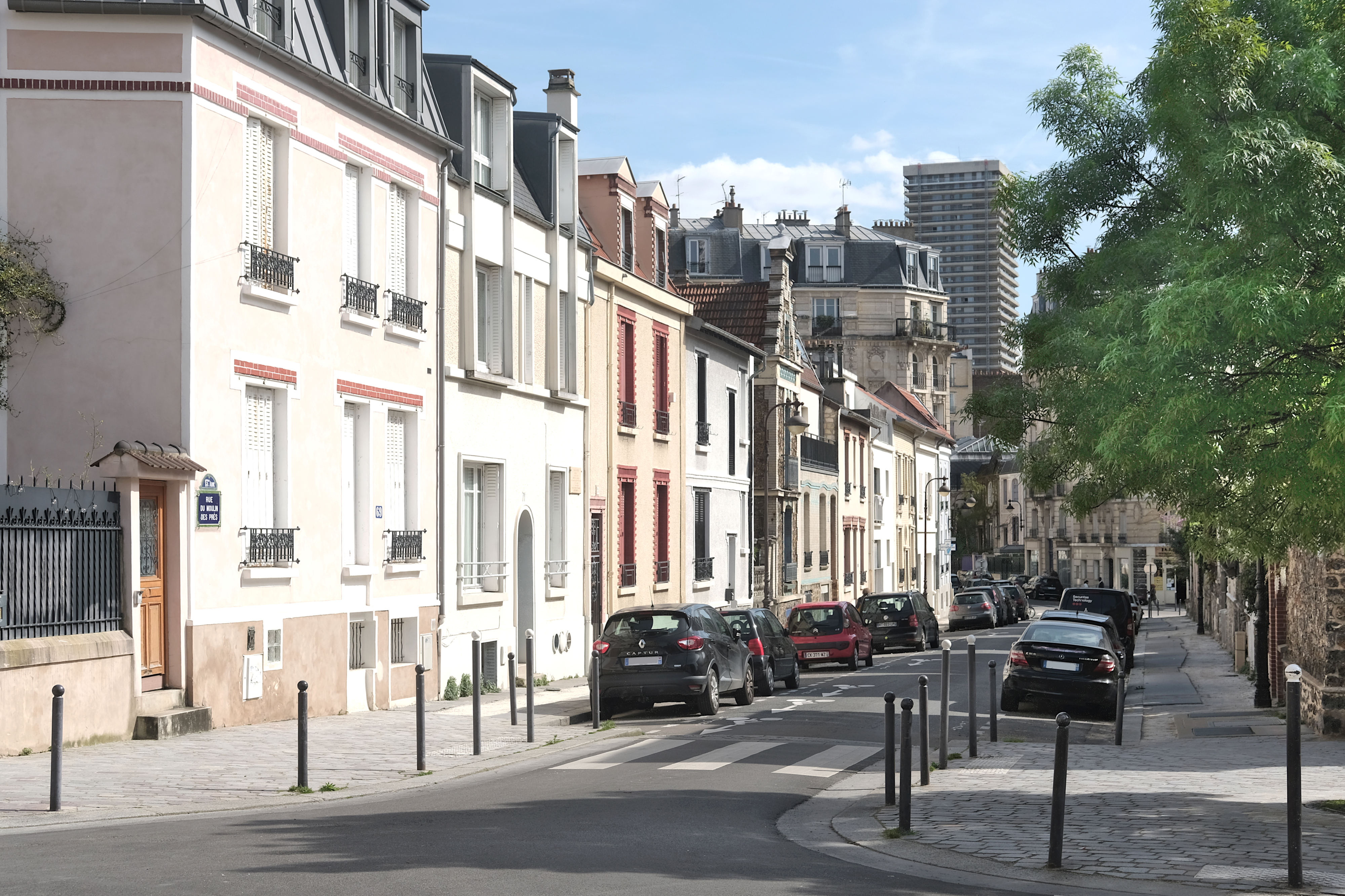
La rue vue depuis la rue des Peupliers.
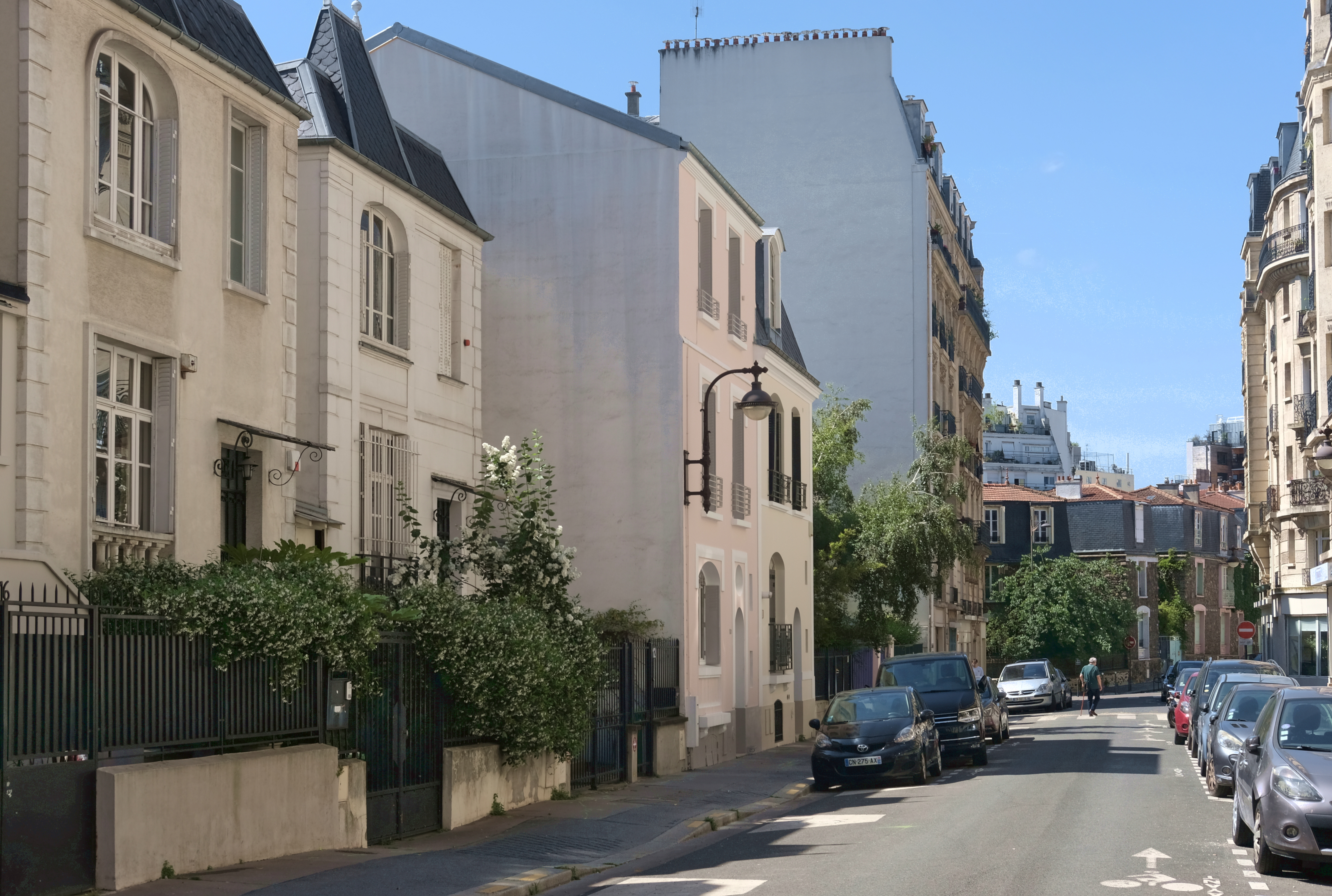
La rue vue depuis la rue Damesme.

## Origine du nom
Elle porte le nom du moulin des Prés qui était situé à l'extrémité de cette rue, au bord de la Bièvre.

### Le moulin des Prés[1]

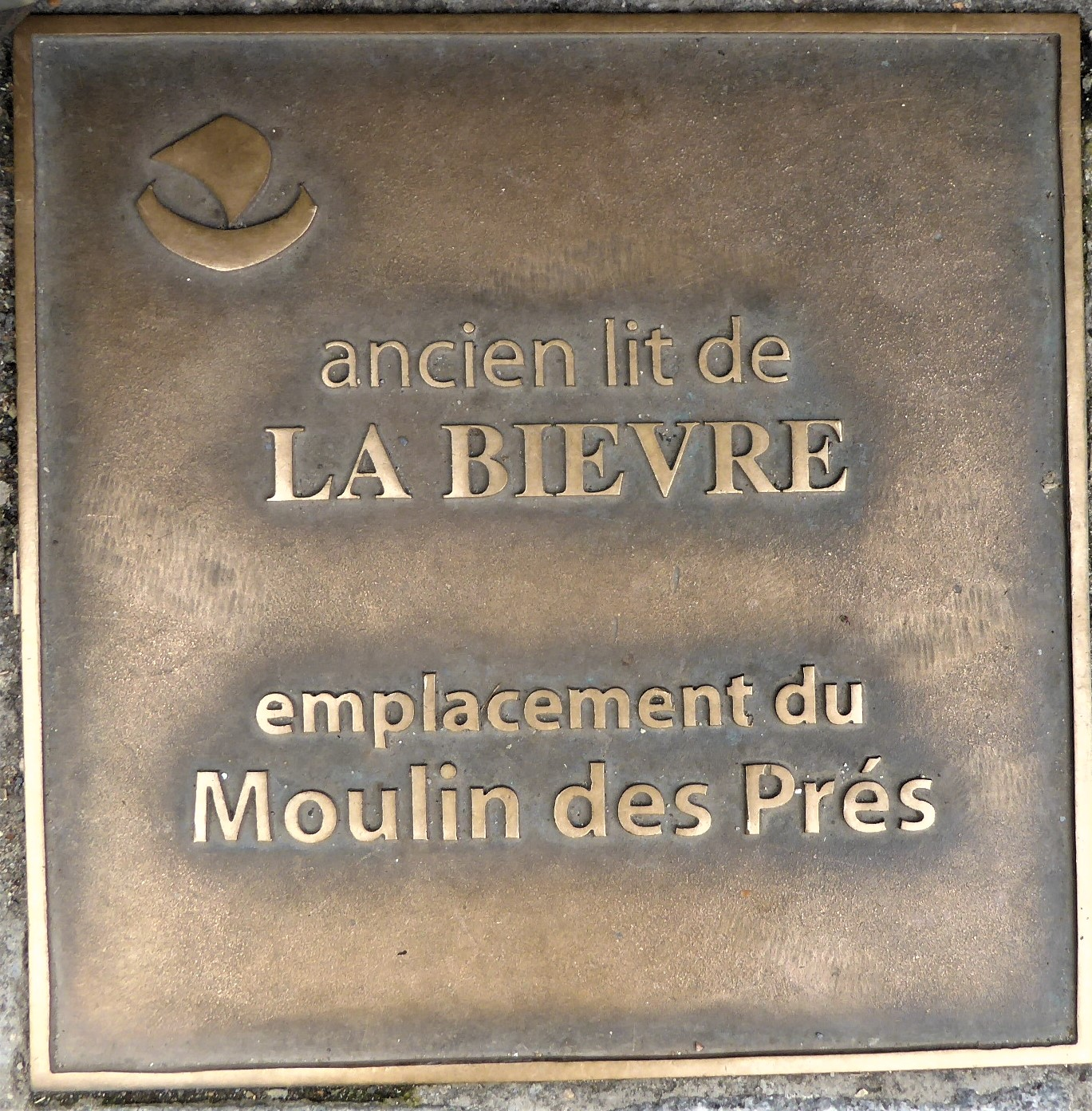
Plaque au sol rappelant l'emplacement du Moulin des Prés, au croisement avec la rue Pape.

Un moulin de ce nom était situé en rive droite du bras vif de la Bièvre, et s'élevait au droit du carrefour actuel des rues du Moulin-des-Prés et Henri-Pape. Il existait déjà au début du XVIe siècle, et cessa son exploitation dans le courant du XIXe, quelque temps avant son acquisition par la ville de Paris en 1881 suivie de sa démolition. 
Une plaque scellée dans le trottoir en octobre 2008 rappelle son emplacement, sans mentionner son niveau d'origine vingt mètres plus bas, avant les importants remblaiements du quartier effectués à partir de 1875.

## Historique

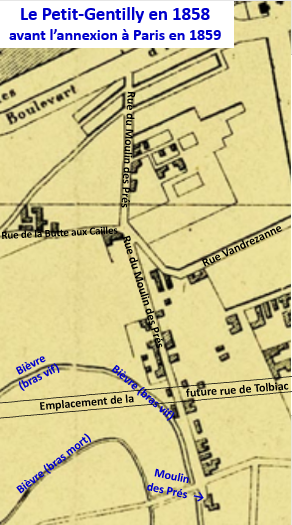
Plan de la partie nord de la rue en 1858.

### Le chemin initial
Elle est indiquée à l'état de chemin sur le plan d'Albert Jouvin de Rochefort de 1672 et figure également sur le plan de Verniquet de 1790.
La partie comprise entre le boulevard Auguste-Blanqui et la rue Vandrezanne porte le nom de chemin de la Butte-aux-Cailles sur le plan cadastral de la commune de Gentilly, dressé en 1845.
La rue du Moulin-des-Prés fut une des premières voies bordées de constructions  vers le milieu du XIXe siècle dans un quartier encore peu urbanisé lors de l’annexion en 1859 par la ville de Paris de la partie nord de la commune de Gentilly, le Petit-Gentilly, actuel quartier Maison Blanche. Son classement dans la voirie parisienne fut ajourné en 1863 mais elle est indiquée sous son nom sur les plans de Paris à partir de 1867.

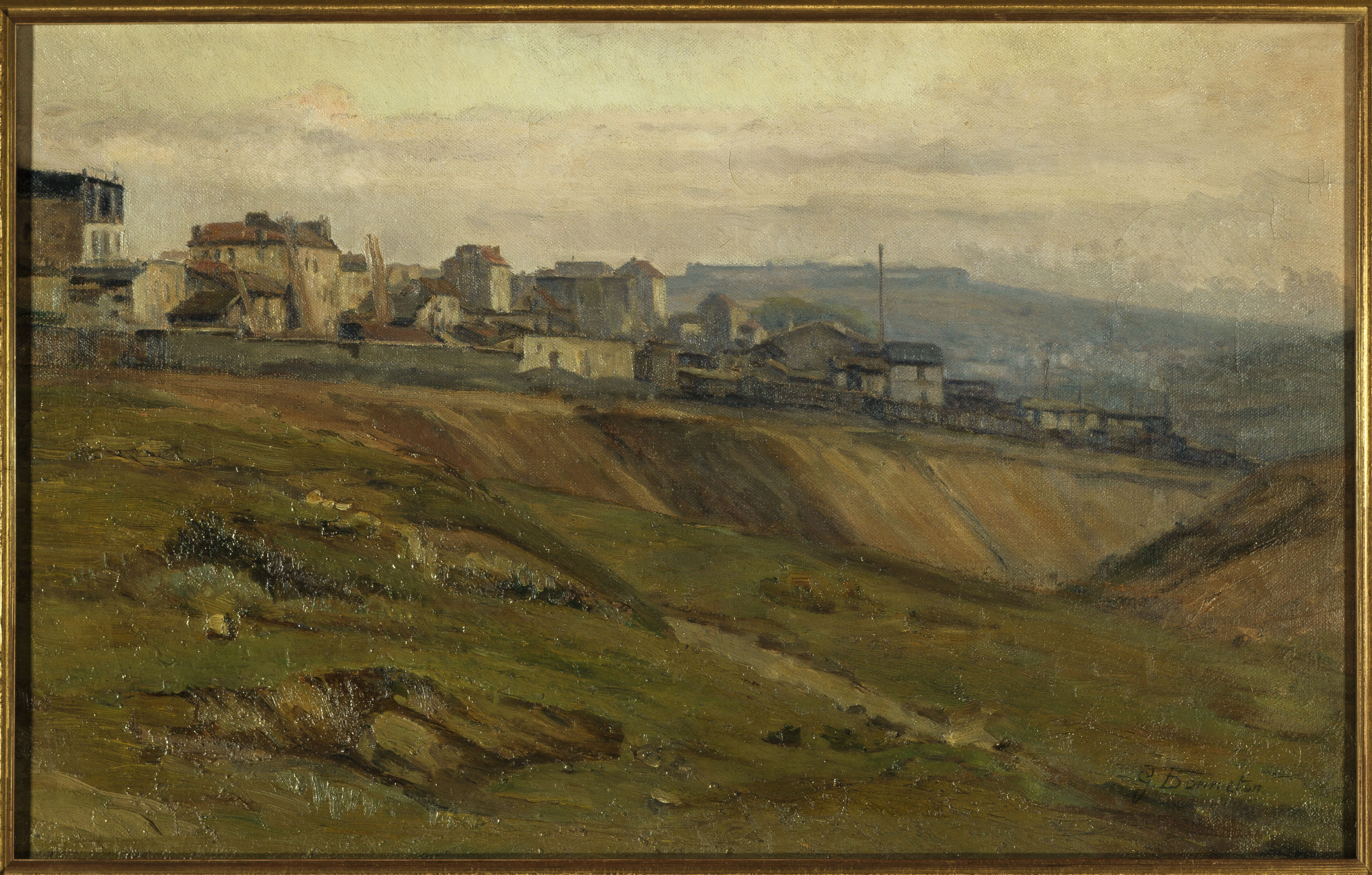
La rue du Moulin-des-Prés de Germain Bonneton, vers 1900.

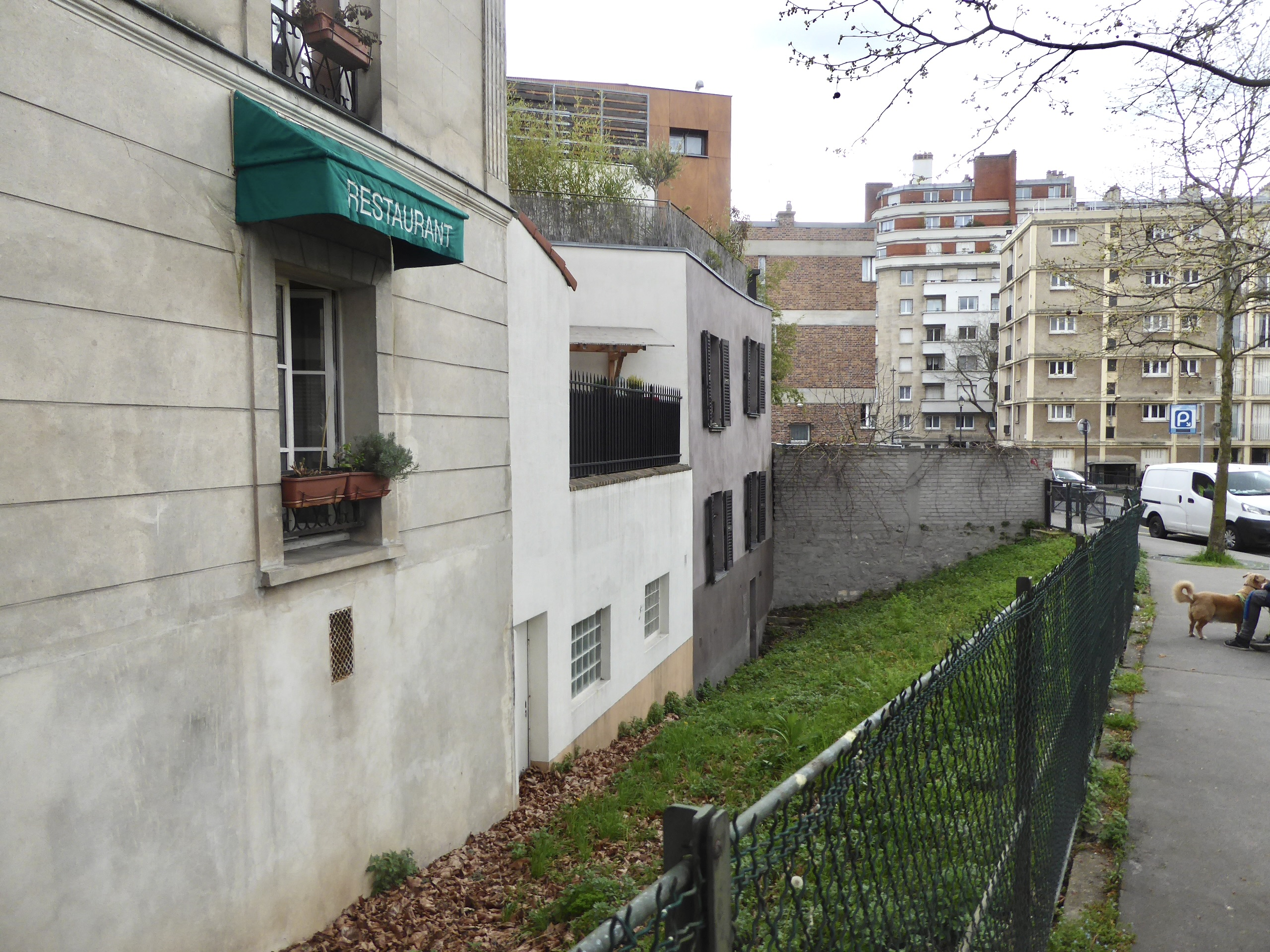
Maison en contrebas de la rue du Moulin-des-Prés.

La rue descendait en forte pente de la Butte aux Cailles vers la vallée de la Bièvre et rejoignait, à un emplacement situé entre les actuelles rues de Tolbiac et du Moulinet, le bras vif de la rivière qui formait une boucle jusqu’au croisement des rues de Tolbiac et Bobillot. La rue longeait ce bras de la Bièvre sur sa rive droite jusqu’au moulin des prés situé à l’angle de l'actuelle rue Henri Pape.

### Les travaux de comblement
Lors de son ouverture en 1875, la rue de Tolbiac, établie sur un remblai dominant le quartier environnant, franchissait la rue du Moulin des Prés sur un pont. A cette date la boucle de la Bièvre au nord de la rue de Tolbiac fut comblée et remplacée par une dérivation longeant cette rue au sud, supprimée quelques années plus tard après la destruction du Moulin des prés en 1881.
Le remblaiement du quartier avec la surélévation de la rue pour la mettre au niveau de la rue de Tolbiac fut entrepris à la suite du décret du 16 novembre 1897 déclarant d'utilité publique l'expropriation des terrains dont l'occupation était nécessaire pour l'assainissement de la vallée de la Bièvre aux abords de la rue du Moulin-des-Prés.
Ces travaux qui adoucirent la pente ne furent achevés qu’en 1926 avec disparition de l’ancien pont de la rue de Tolbiac sous le croisement. Le terrain en contrebas de la rue dans le prolongement du passage Vandrezanne est un vestige de l’ancien niveau du quartier.

### Le prolongement de la rue
La rue fut prolongée en 1930 de la rue Henri-Pape à la rue Damesme sous le nom de rue Jules Ferry. A cette époque, ce secteur fut le dernier comblé de la vallée de la Bièvre à Paris avec construction de petites maisons d’habitation sur des terrains instables. Ce tronçon fut renommé rue du Moulin-des-Prés en 1939.

Historique
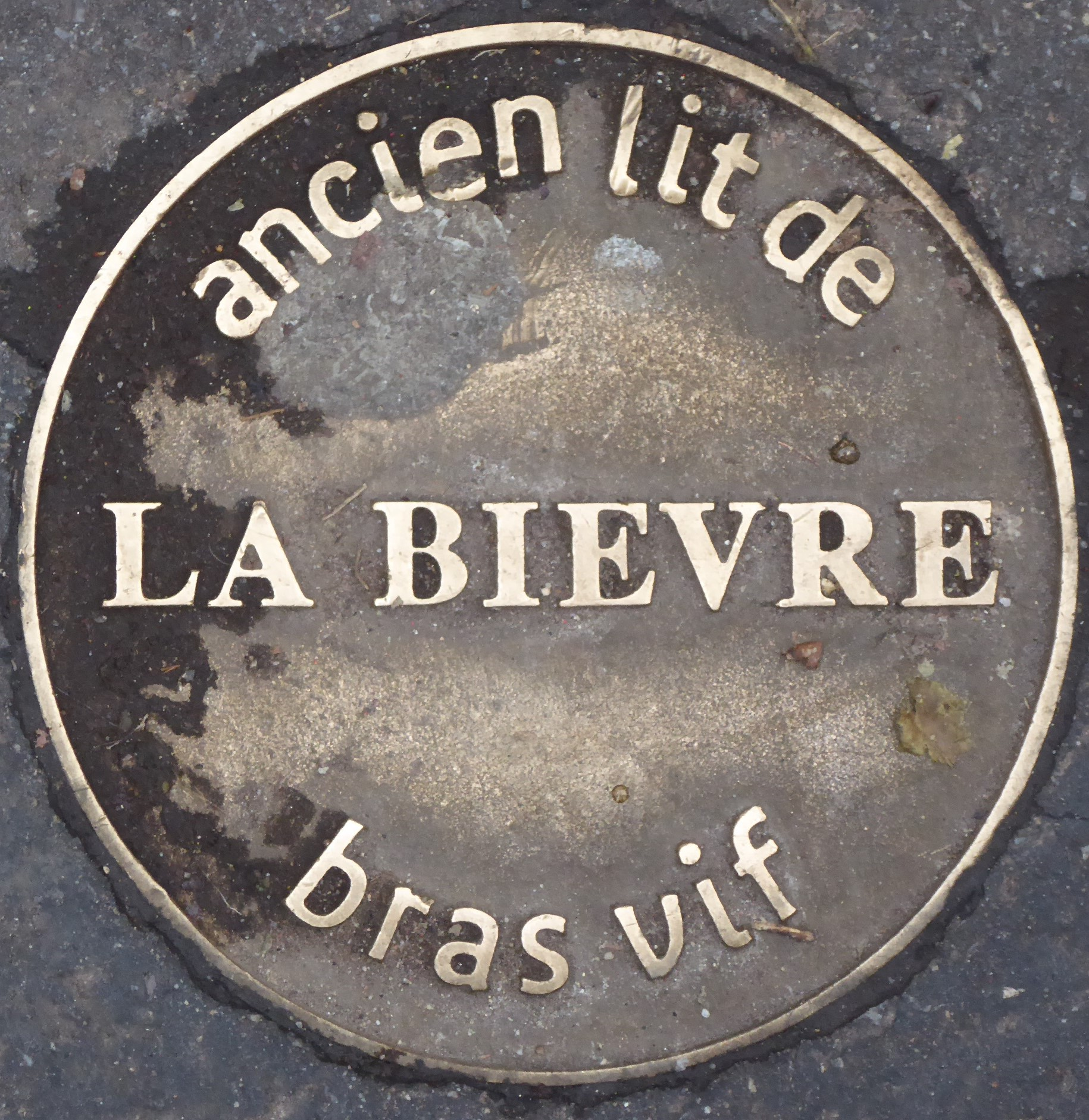
Médaillon au sol rappelant le tracé du bras vif de la Bièvre, posé en 2008.

## Bâtiments remarquables et lieux de mémoire

Street art au 64 rue du Moulin-des-Prés (Paris).

- Street art au 64 rue du Moulin-des-Prés (Paris).Au no 71, une plaque rappelle que Pierre Montet, égyptologue, né en 1885, mourut dans cette maison le 18 juin 1966.
- Au no 18 se trouve le collège Moulin-des-Prés. Durant la Commune, dans la nuit du 8 au 9 mars 1871, les canons pris par la Garde nationale, entreposés à la mairie du 13e arrondissement, sont transférés dans l’école[7].
- Au no 64, plaque commémorative de l'explosion du 20 octobre 1915 et fresque peinte en 2019 par Ernesto Novo, artiste franco-vietnamien représentant les visages de dix habitants de l'immeuble  ;

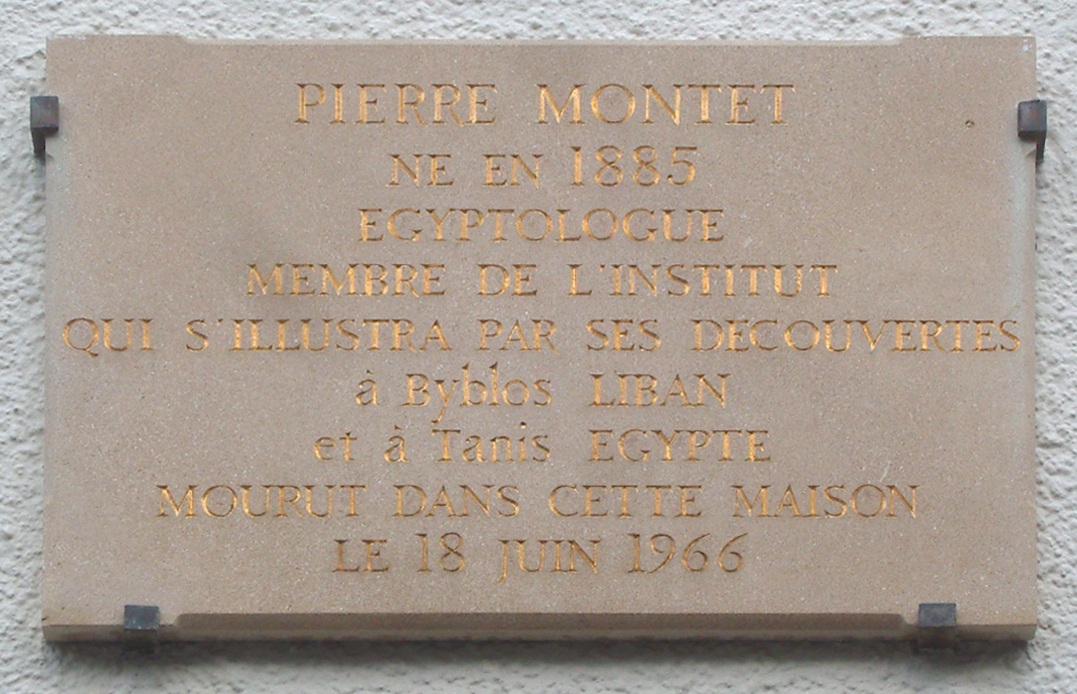
Plaque Pierre Montet.
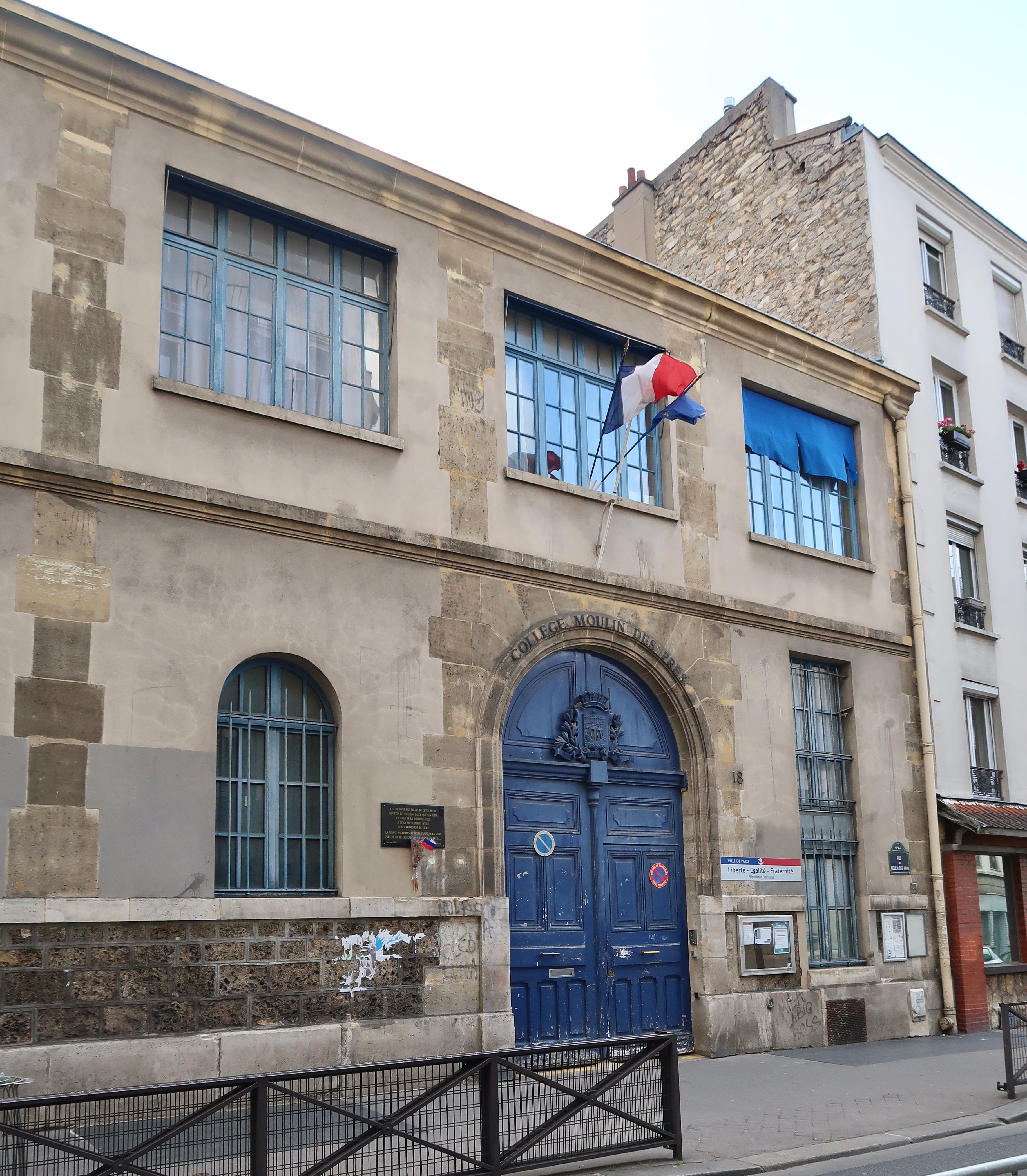
Collège au no 18.
Immeuble au no 64.